# Robert Bradtke

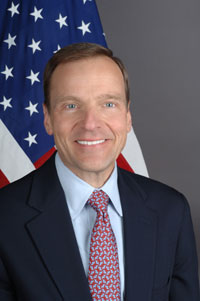
Robert A Bradtke (2008)

Robert Anthony Bradtke (* 1949 in Chicago, Illinois) ist ein ehemaliger US-amerikanischer Diplomat, der unter anderem von 2006 bis 2009 Botschafter der Vereinigten Staaten in Kroatien war.

## Leben
Robert Anthony Bradtke absolvierte ein grundständiges Studium an der University of Notre Dame, welches er mit einem Bachelor of Arts (BA) beendete. Darüber hinaus belegte er Studiengänge an der Paul H. Nitze School of Advanced International Studies (SAIS) sowie der University of Virginia. Er war zeitweise als Fellow der American Political Science Association (APSA) im Stab des republikanischen US-Senators für Maryland Charles Mathias tätig. Er trat 1973 als Foreign Service Officer in den diplomatischen Dienst des Außenministeriums ein und fand in den folgenden Jahren zahlreiche Verwendungen im Ministerium sowie an Auslandsvertretungen.
1992 wurde er im Außenministerium stellvertretender Leiter der Unterabteilung Gesetzgebungsangelegenheiten (Deputy Assistant Secretary of State for Legislative Affairs) und war als solcher zwischen August 1992 und Mai 1993 als Acting Assistant Secretary of State for Legislative Affairs kommissarischer Leiter dieser Unterabteilung. Danach war er zwischen 1994 und 1996 Verwaltungsassistent von Außenminister Warren Christopher und daraufhin von 1996 bis 1999 als Deputy Chief of Mission Ständiger Vertreter und Stellvertreter des Botschafters im Vereinigten Königreich. Nach seiner Rückkehr wurde er zum Nationalen Sicherheitsrat NSC (US National Security Council) abgeordnet und war dort zwischen 1999 und 2001 als Exekutivsekretär des NSC tätig. Danach fungierte er im Außenministerium von 2001 bis 2004 zunächst stellvertretender Leiter der Unterabteilung Europa und Eurasien (Deputy Assistant Secretary of State for European and Eurasian Affairs) sowie im Anschluss zwischen 2004 und 2006 als Principal Deputy Assistant Secretary of State for European and Eurasian Affairs stellvertretender Leiter dieser Unterabteilung.
Daraufhin wurde Bradtke am 30. Mai 2006 zum Botschafter der Vereinigten Staaten in Kroatien ernannt und übergab dort als Nachfolger von Ralph Frank am 7. Juli 2006 seine Akkreditierung. Er verblieb auf diesem Posten bis zum 13. Juli 2009, woraufhin James Brendan Foley seine Nachfolge antrat.